# Michael Randin
Michael Randin (* 29. Januar 1985) ist ein Schweizer Radrennfahrer.
Michael Randin wurde 2003 in Gansingen Schweizer Nationalmeister im Strassenrennen der Juniorenklasse. Seit 2006 fährt er für das Schweizer Continental Team Hadimec-Nazionale Elettronica. In seinem zweiten Jahr dort wurde er Zweiter bei dem 24-Stunden-Rennen von Aigle. In der Saison 2008 wurde Randin Achter bei dem Eintagesrennen Tour du Jura hinter dem Sieger Massimiliano Maisto.

## Erfolge
2003
- Schweizer Strassenradmeister (Junioren)

## Teams
- 2006 Hadimec
- 2007 Hadimec
- 2008 Hadimec-Nazionale Elettronica